# Amblyomma personatum
Amblyomma personatum är en fästingart som beskrevs av Neumann 1901. Amblyomma personatum ingår i släktet Amblyomma och familjen hårda fästingar. Inga underarter finns listade i Catalogue of Life.